# Cupra León
Cupra León (з 2001 по 2018 роки SEAT León Cupra) ― спортивна версія автомобіля SEAT León іспанської компанії SEAT концерну Volkswagen AG.

## Перше покоління (2001-2005)
SEAT León Cupra першого покоління представлено в 2001 році з двигуном 1.8 л потужністю 180 к.с., повнопривідна модифікація отримала назву Cupra 4 і комплектувалася двигуном 2.8 VR6 (204 к.с.) з рядно-зміщеною схемою.
В 2002 році представлена модифікація Cupra R з двигуном 1.8 л потужністю 209 к.с.
В 2003 році потужність двигуна на модифікації Cupra R зросла до 224 к.с.

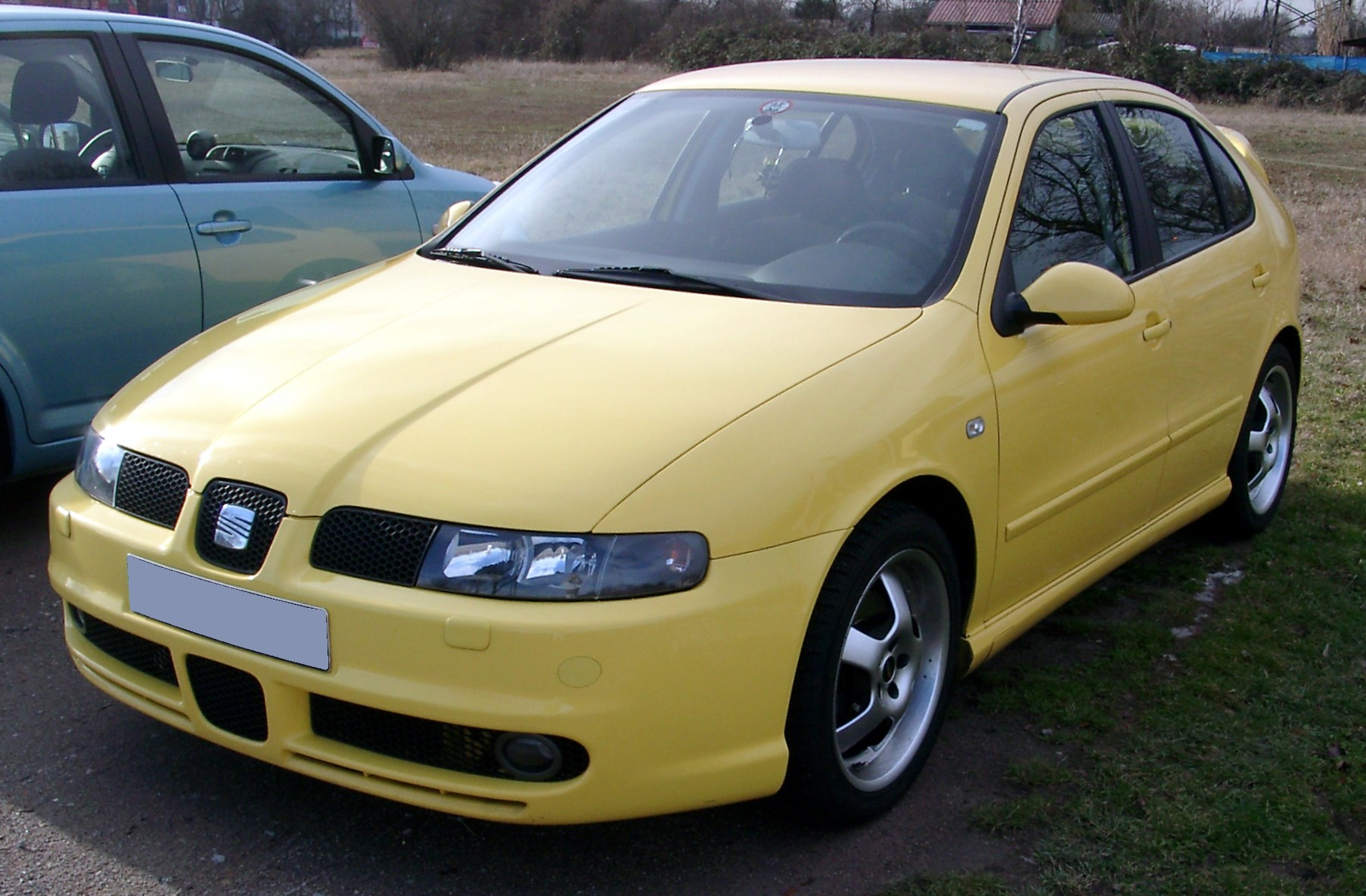
SEAT León Cupra (2001-2005)
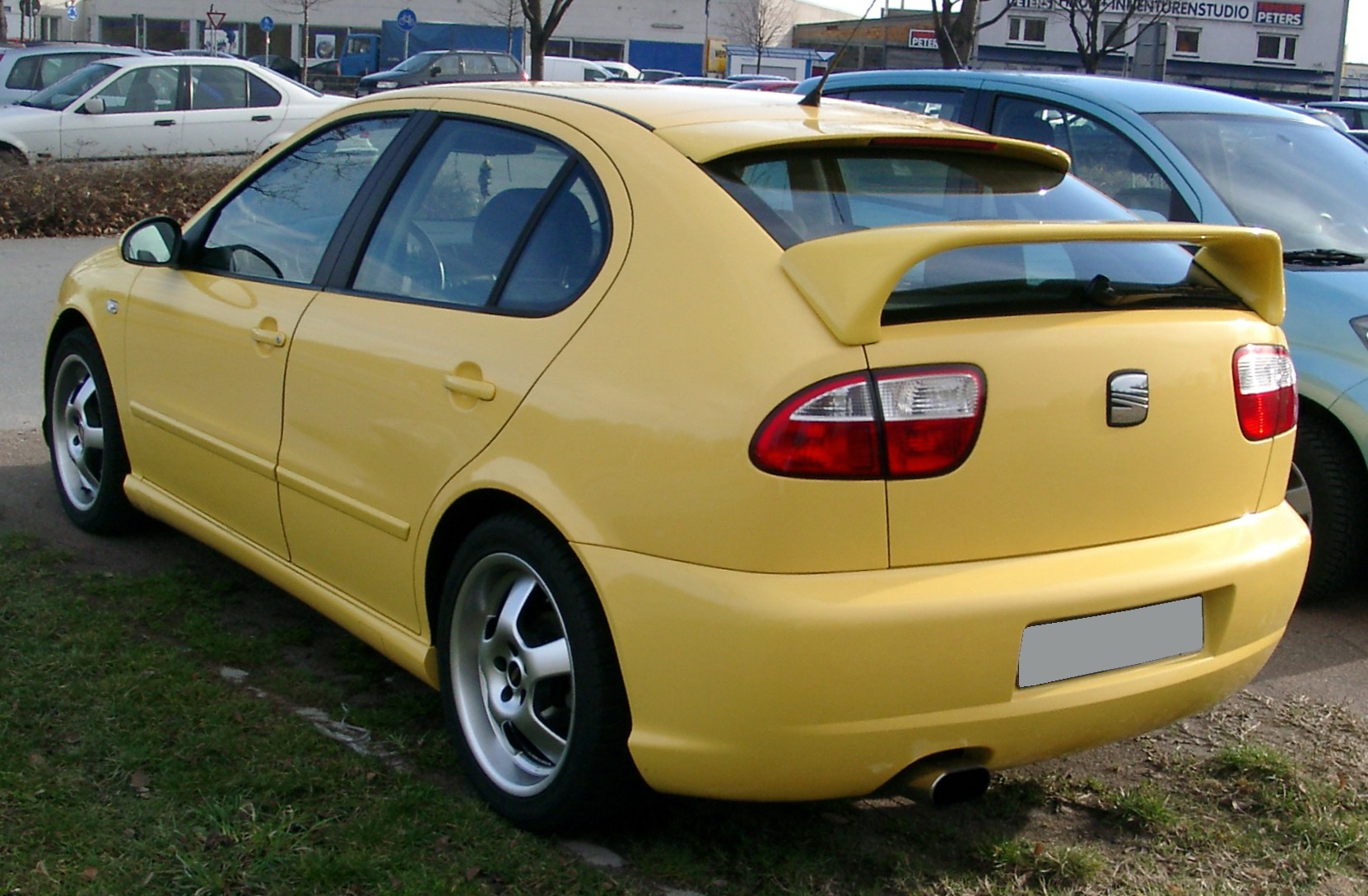
SEAT León Cupra (2001-2005)
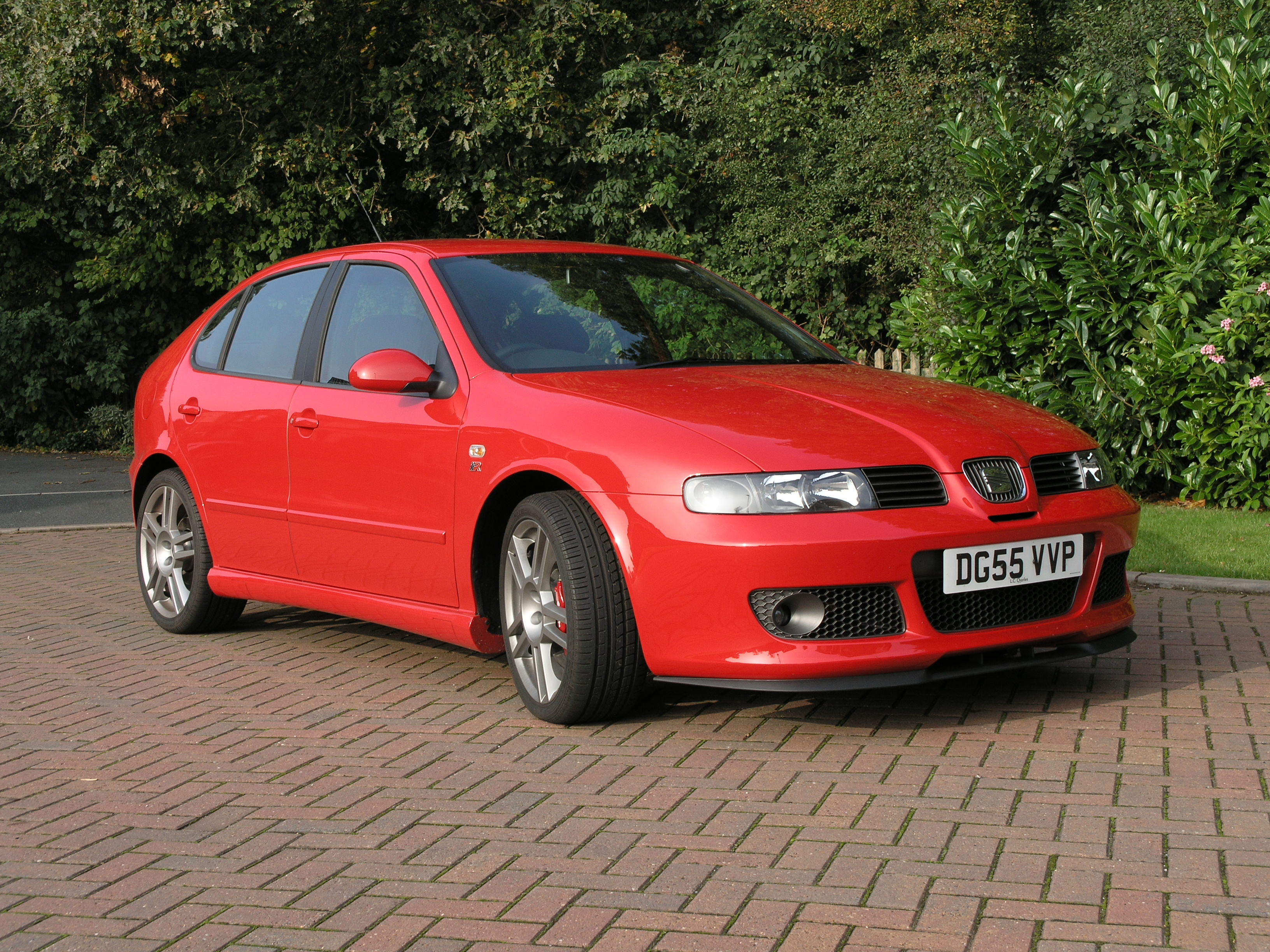
SEAT León Cupra R (2002-2005)

### Двигуни
| Модель           | Циліндри/ Клапани | Об'єм    | Потужність                       | Крутний момент             | Код двигуна           | Vмакс      | Роки виробництва |
| ---------------- | ----------------- | -------- | -------------------------------- | -------------------------- | --------------------- | ---------- | ---------------- |
| 1.8 20VT         | 4/20              | 1781 см³ | 132 kW (180 к.с.) при 5500 об/хв | 235 Нм при 1950–5000 об/хв | AJQ / APP / ARY / AUQ | 229 км/год | 2001–2005        |
| 1.8 20VT Cupra R | 4/20              | 1781 см³ | 154 kW (209 к.с.) при 5800 об/хв | 270 Нм при 2100–5000 об/хв | AMK                   | 237 км/год | 2002–2003        |
| 1.8 20VT Cupra R | 4/20              | 1781 см³ | 165 kW (224 к.с.) при 5900 об/хв | 280 Нм при 2200–5500 об/хв | BAM                   | 242 км/год | 2003–2005        |
| 2.8 V6 Cupra 4   | 6/24              | 2792 см³ | 150 kW (204 к.с.) при 6000 об/хв | 270 Нм при 3200 об/хв      | BDE                   | 235 км/год | 2001–2004        |
| 1.               |                   |          |                                  |                            |                       |            |                  |

## Друге покоління (2007-2012)
В 2007 році представлено Leon Cupra другого покоління. Автомобіль комплектується 2.0-литровим двигуном TSI (з безпосереднім вприском і турбонаддувом) потужністю 240 к.с.. Leon Cupra розвиває максимальну швидкість 247 км/год, розганяється з 0 до 100 км/год за 6,4 секунди, і проходить 1 км за 26,4 секунд. 
В квітні 2009 року Leon Cupra модернізували, змінивши передній і задній бампери.
На Франкфуртському автосалоні в вересні 2009 року представлено Leon Cupra  R. Автомобіль комплектується 2.0-литровим двигуном TSI (з безпосереднім вприском і турбонаддувом) потужністю 265 к.с., що відповідає стандарту Євро-5. Leon Cupra  R развиває максимальну швидкість 250 км/год, разганяється от 0 до 100 км/год за 6,2 секунди і проходить 1 км за 25,7 секунд. 

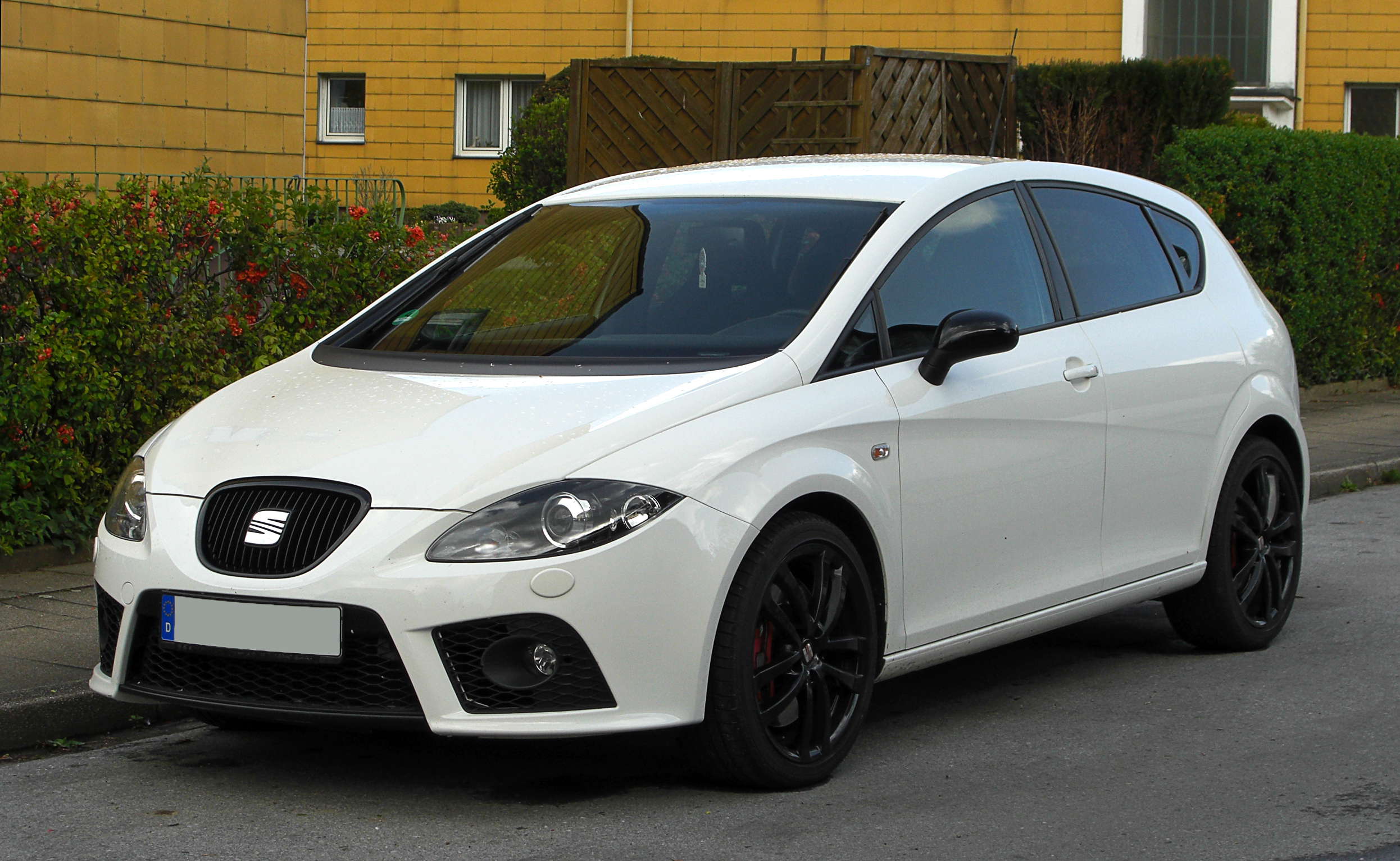
SEAT León Cupra (2007-2009)
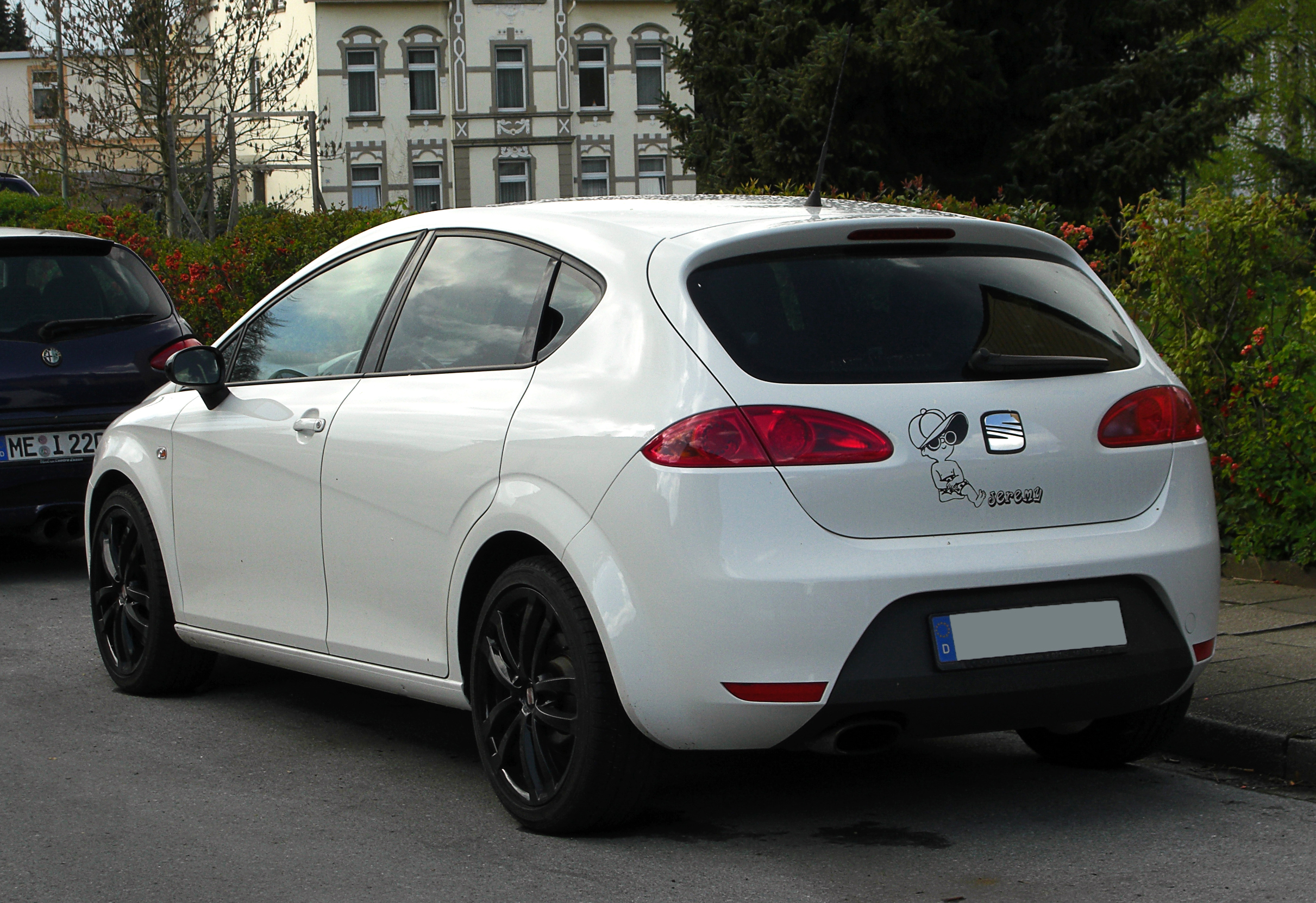
SEAT León Cupra (2007-2009)
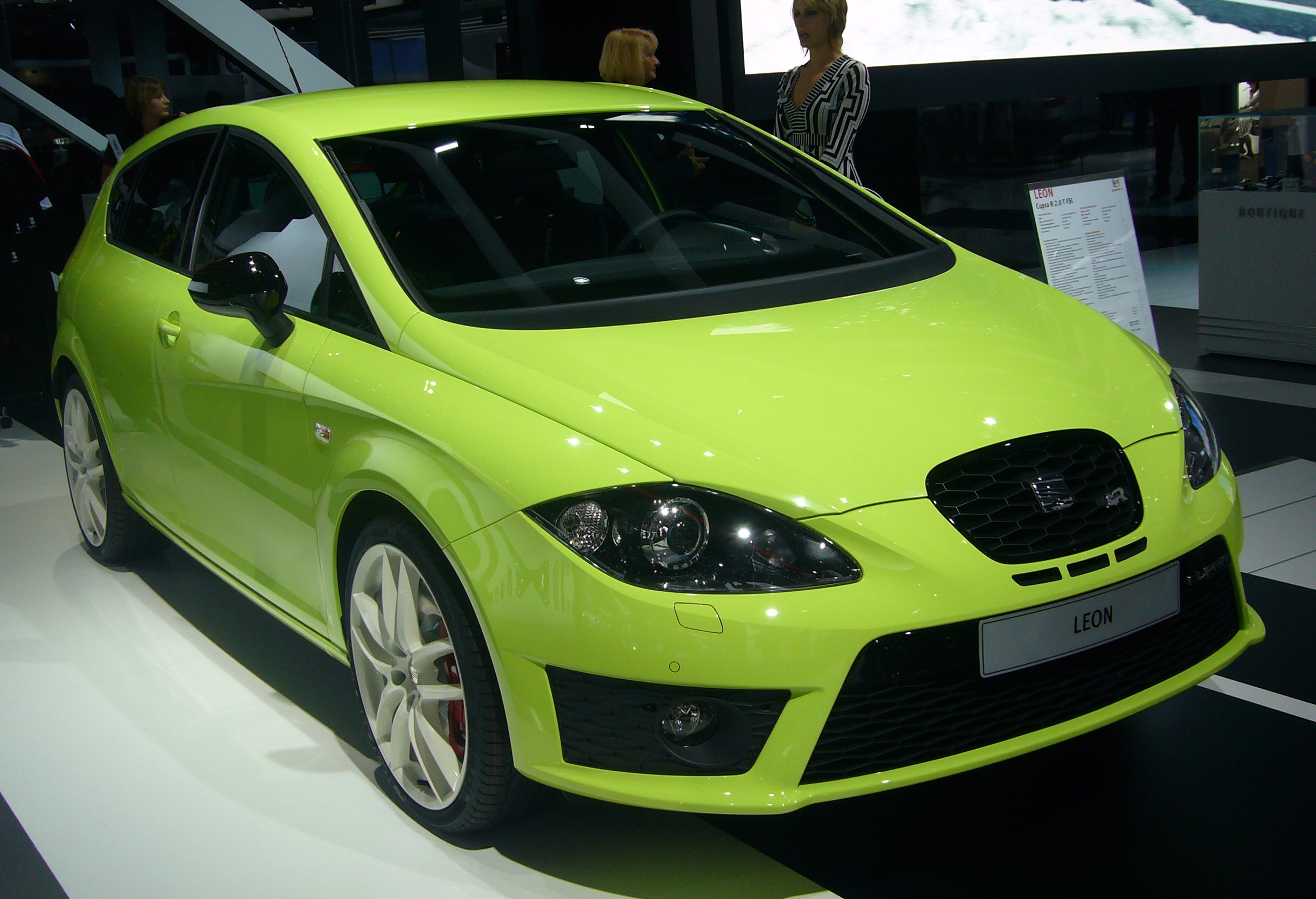
SEAT León Cupra R (2009-2012)
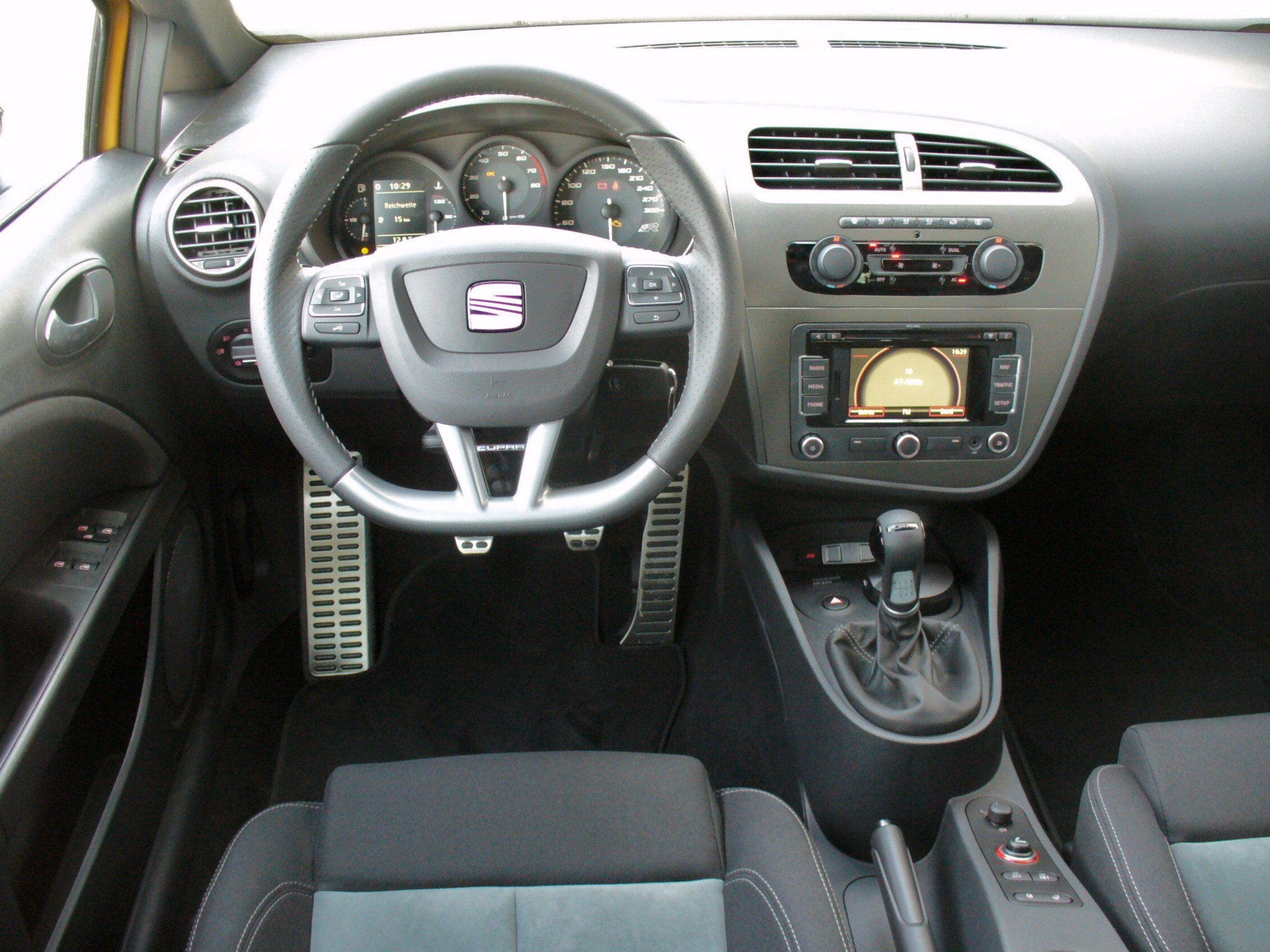
Салон SEAT León Cupra R (2009-2012)
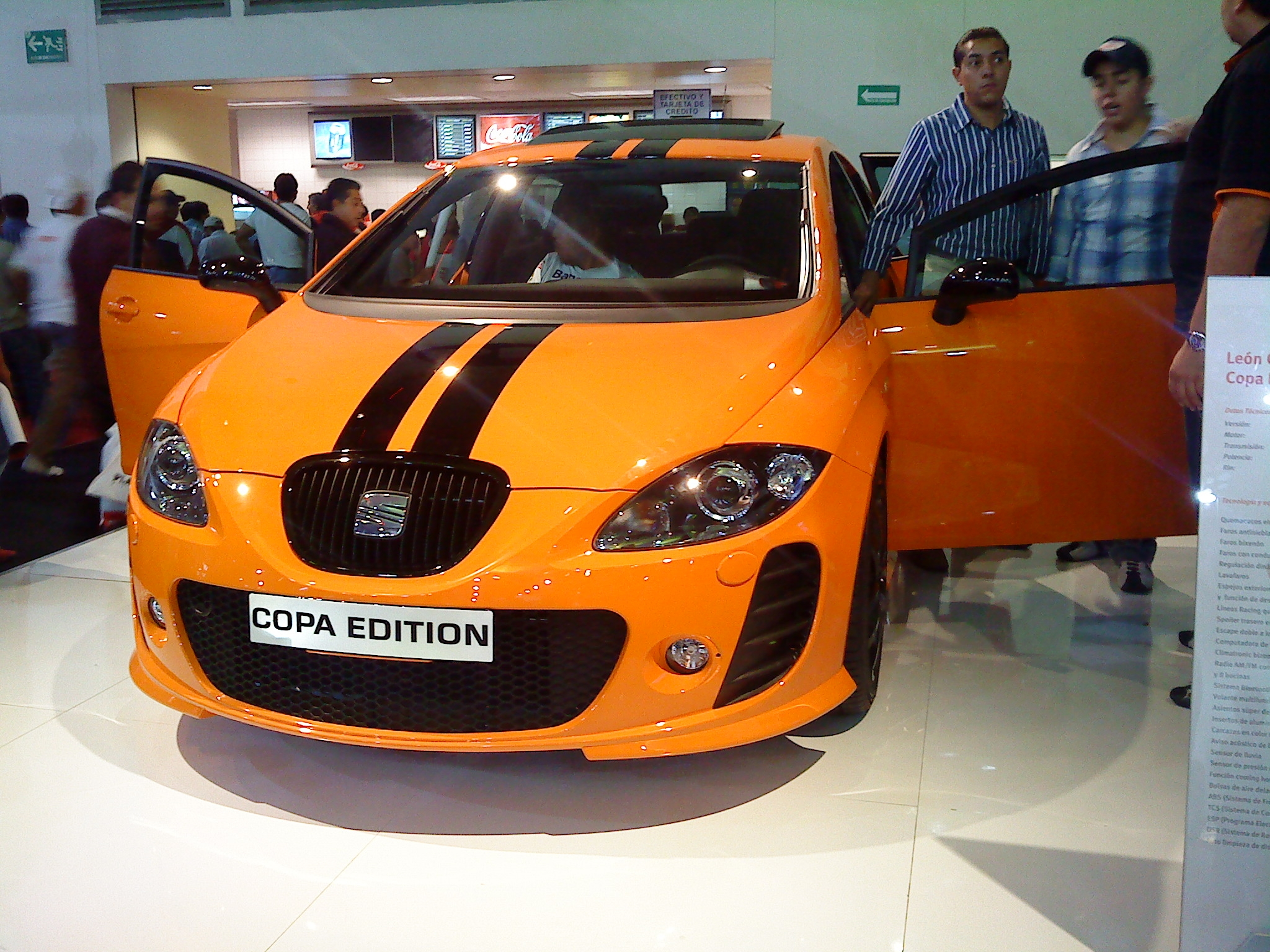
SEAT León Copa Edition

### Двигуни
| Модель                               | Циліндри/ Клапани | Об'єм    | Потужність                            | Крутний момент             | Код двигуна | Vмакс                   | Розгін 0–100 км/год | Роки виробництва |
| ------------------------------------ | ----------------- | -------- | ------------------------------------- | -------------------------- | ----------- | ----------------------- | ------------------- | ---------------- |
| 2.0 TFSI Cupra                       | 4/16              | 1984 см³ | 177 kW (241 к.с.) при 5700–6300 об/хв | 300 Нм при 2200–5500 об/хв | BWJ / CDLD  | 247 км/год              | 6,4 с               | 2007–2011        |
| 2.0 TFSI Cupra R                     | 4/16              | 1984 см³ | 195 kW (265 к.с.) при 6000 об/хв      | 350 Нм при 2500–5000 об/хв | CDLA        | 250 км/год (обмеж. ел.) | 6,2 с               | 2009–2012        |
| 2.0 TFSI Copa Edition                | 4/16              | 1984 см³ | 210 kW (286 к.с.) при 6000 об/хв      | 360 Нм при 2500 об/хв      | BWJ         | 254 км/год              | 5,9 с               | 2008             |
| 2.0 TFSI (Cupra 310 Limited Edition) | 4/16              | 1984 см³ | 228 kW (310 к.с.) при 6000 об/хв      | 425 Нм при -- об/хв        | BWJ         | 259 км/год              | --                  | 2008–2009        |
| 2.0 TFSI Cupra R310 WCE              | 4/16              | 1984 см³ | 228 kW (310 к.с.) при -- об/хв        | 390 Нм при -- об/хв        | CDLA        | 270 км/год              | 5,8 с               | 2010             |
| 1. 2. 3. 4.                          |                   |          |                                       |                            |             |                         |                     |                  |

## Третє покоління (2014-2020)

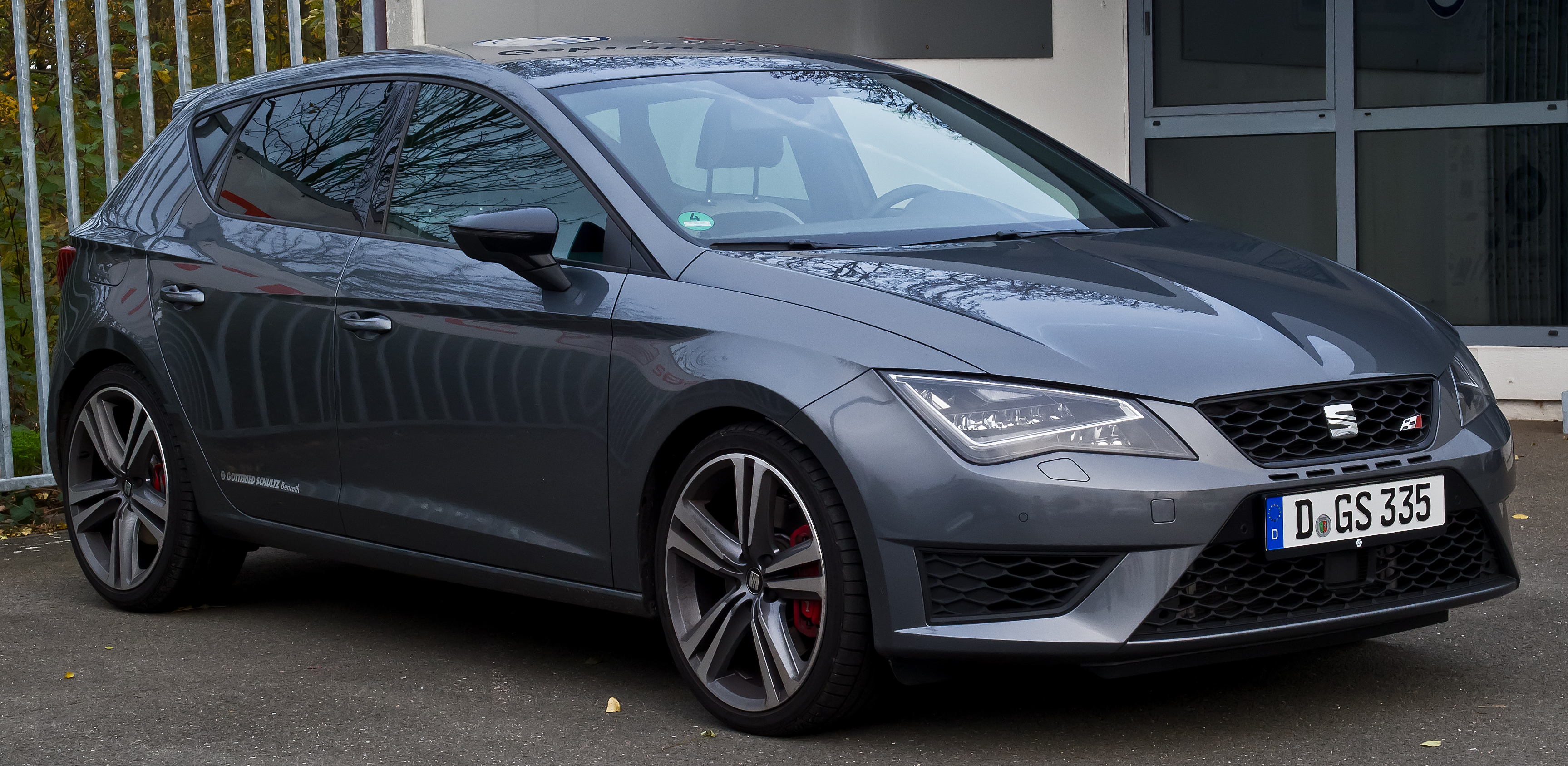
SEAT León Cupra 280

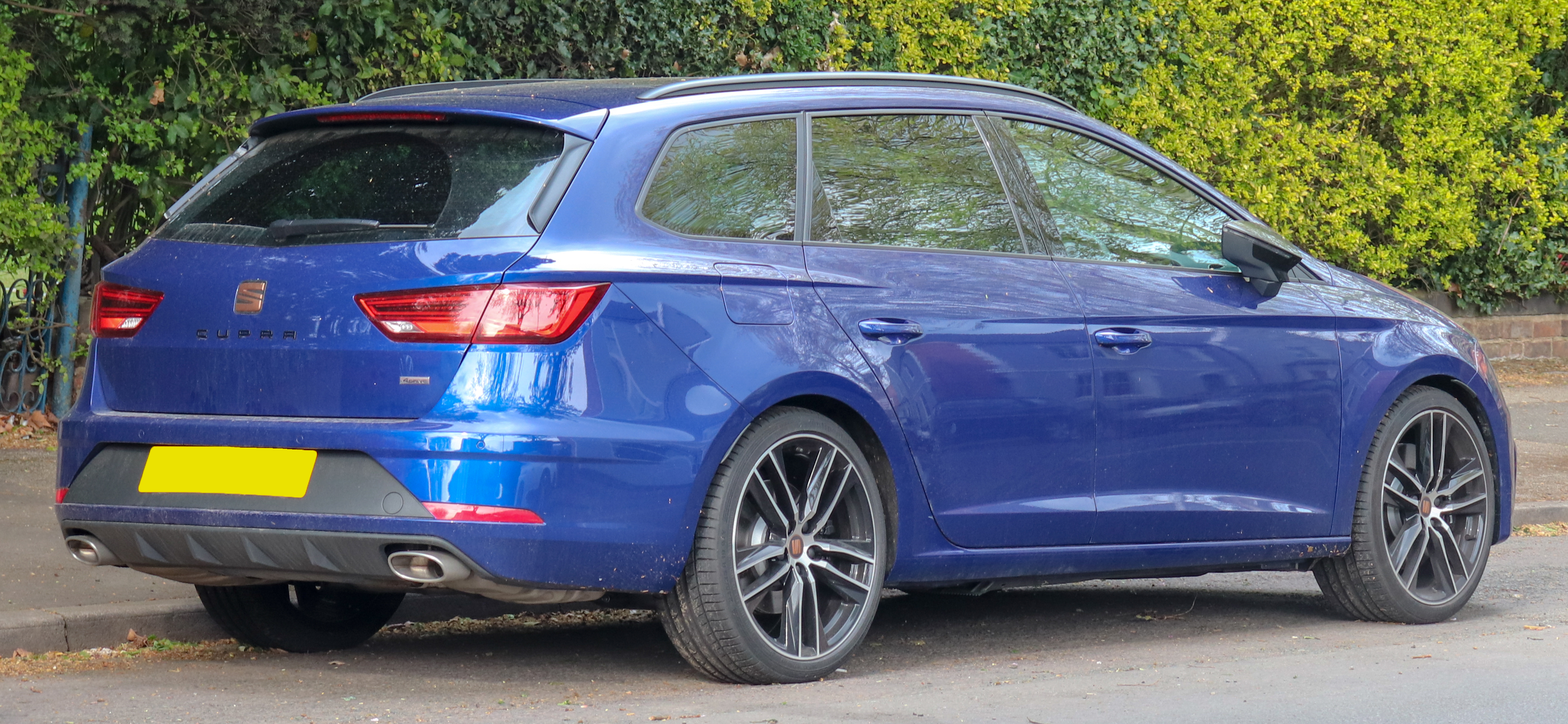
SEAT León ST Cupra

В 2014 році представлять третє покоління SEAT León Cupra в кузові 5-ти і 3-х (SC) дверний хетчбеки, пізніше дебютує універсал ST. SEAT León Cupra отримає 2,0 л турбодвигун потужністю 265 к.с. (350 Нм), SEAT León Cupra 280 отримає двигун потужністю 280 к.с. (350 Нм).
В лютому 2017 року дебютувала Cupra 300, яка в версії ST отримала повний привід і двигун потужністю 300 к.с.

### Двигуни
- 2.0 TSI Cupra 265, 265 к.с. (03/2014–02/2017)
- 2.0 TSI Cupra 280, 280 к.с. (03/2014–11/2015)
- 2.0 TSI Cupra 290, 290 к.с. (11/2015–02/2017)
- 2.0 TSI Cupra 300, 300 к.с. (з 02/2017)
- 2.0 TSI Cupra R, 310 к.с. (з 11/2017)

## Четверте покоління (Cupra León, з 2020)

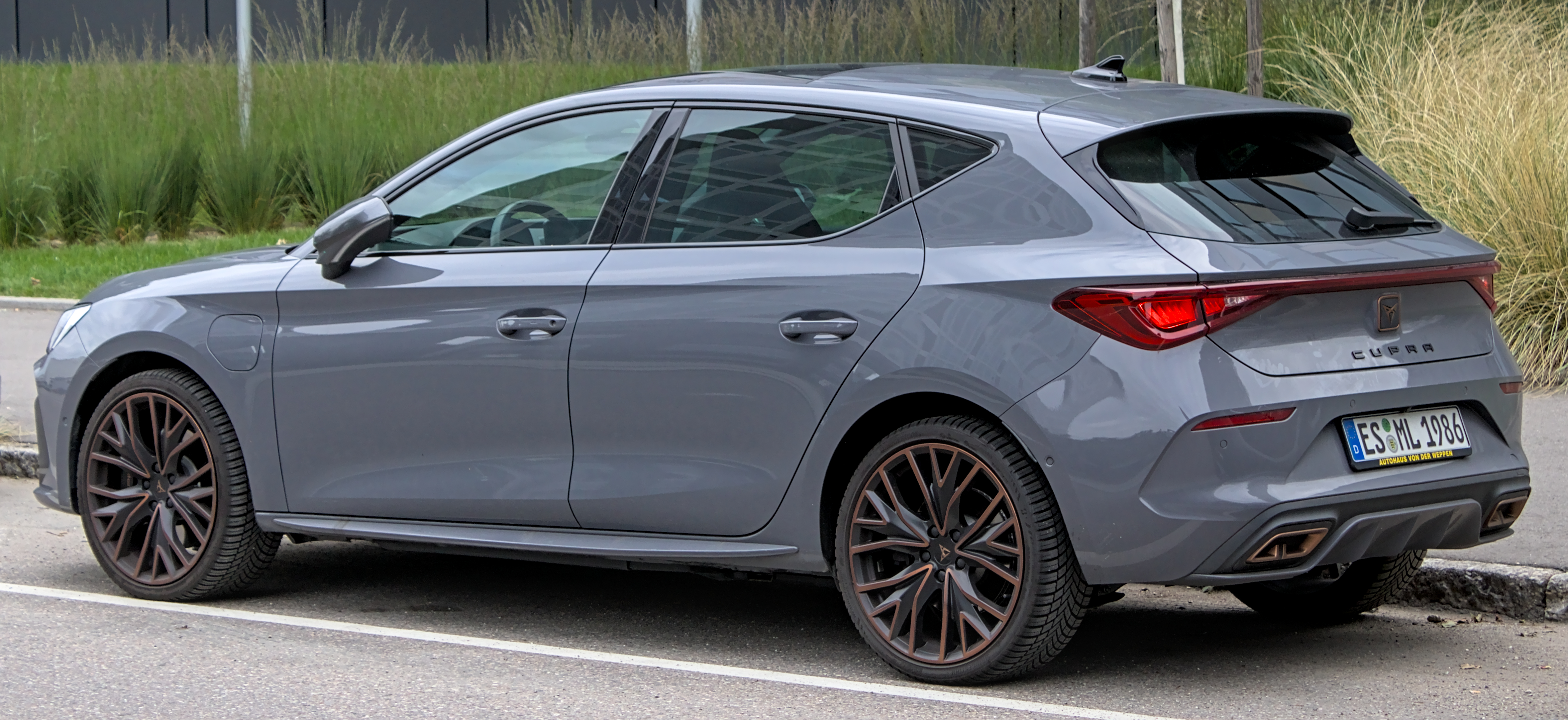
Cupra Leon (2020-2024)

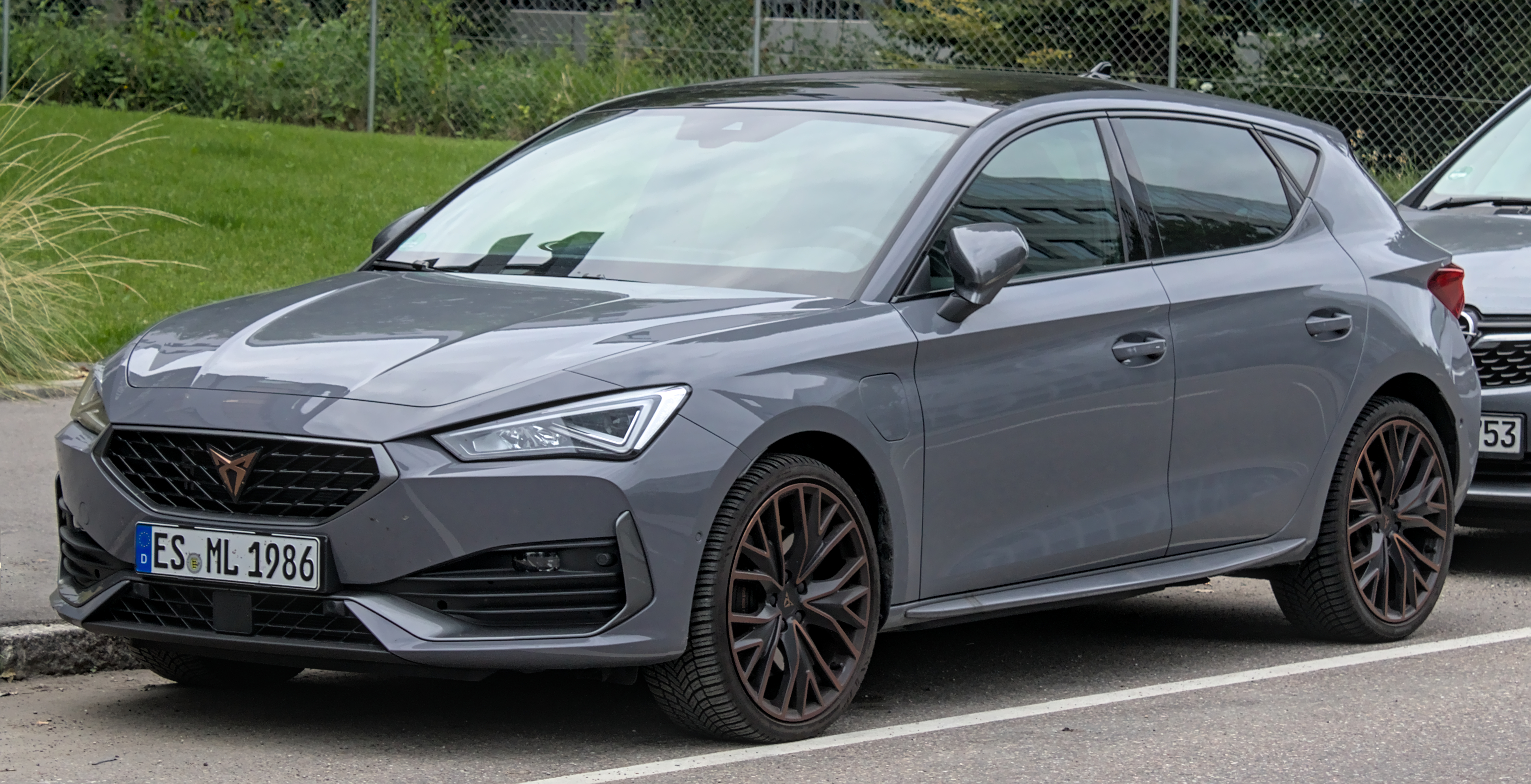
Cupra Leon (2020-2024)

León також випускається під дочірнім брендом SEAT, Cupra, і доступний з 2,0-літровими бензиновими двигунами з турбонаддувом потужністю 242 або 296 к.с. Завдяки нижчому центру ваги Cupra León розташований на 25 мм нижче спереду та на 20 мм нижче ззаду порівняно зі звичайним Seat León.
Вершиною асортименту є універсал Cupra ST 4Drive потужністю 306 к.с., із системою повного приводу та коробкою DSG. Показники продуктивності для цього Cupra ST 4Drive оцінюються від 4,8 с до 62 миль/год, а максимальна швидкість обмежена 255 миль/год.
Силова установка Cupra León (PHEV) e-Hybrid складається з 1,4-літрового чотирициліндрового бензинового двигуна з турбонаддувом потужністю 242 к.с., електромотора потужністю 113 кінських сил і літієвої батареї ємністю 13 кВт/год. Система виробляє 400 Нм крутного моменту, досягаючи 0–62 миль/год за 6,7 секунди. Seat стверджує, що його запас ходу на електричній енергії становить 32 милі, витрата 217,3 милі на галон і показник викидів CO2 30 г/км.

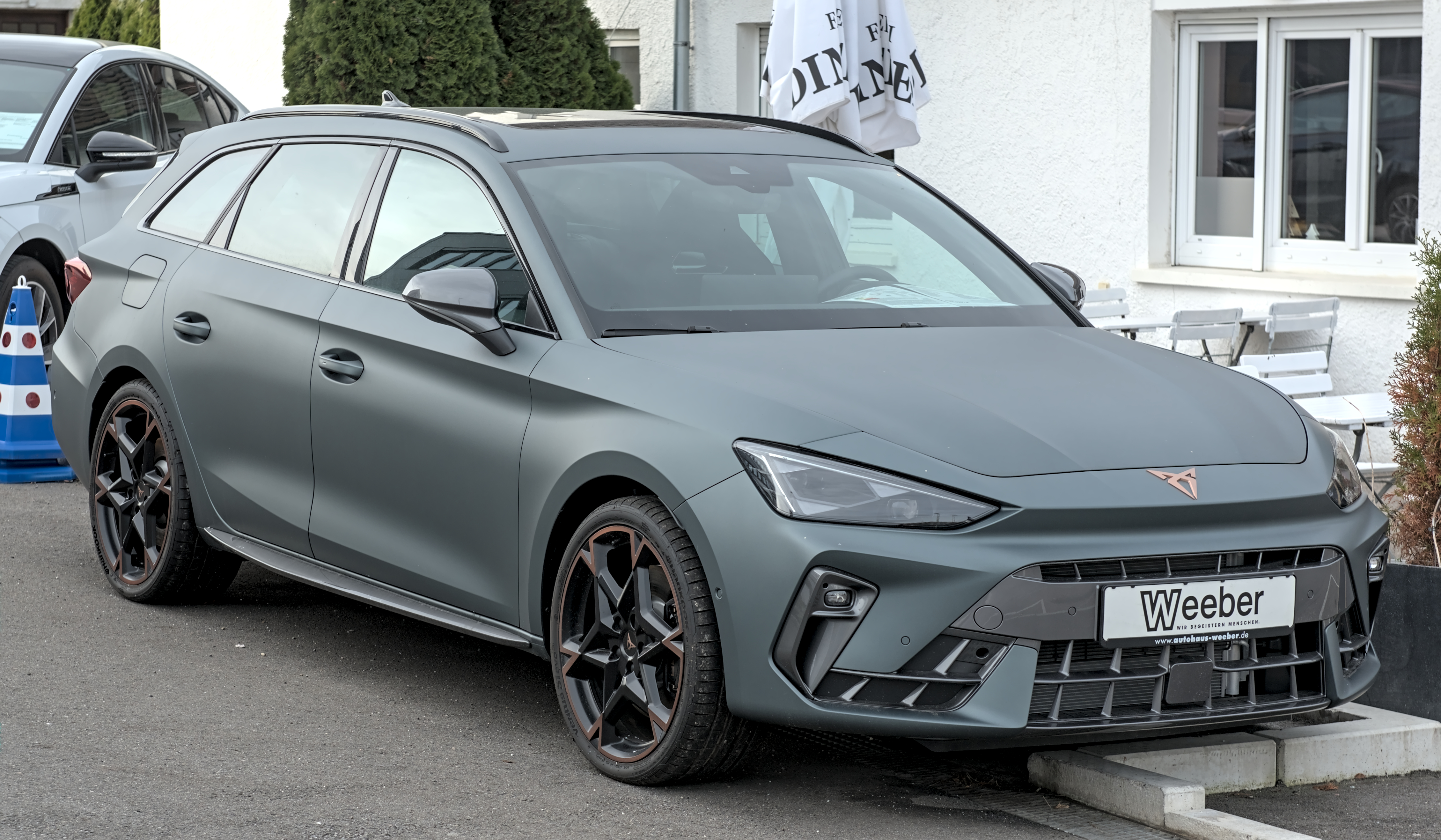
Cupra Leon ST (з 2024)

Обидві версії потужністю 242 к.с. стандартно оснащені 18-дюймовими легкосплавними дисками, тоді як моделі з більшою потужністю оснащені 19-дюймовими легкосплавними дисками та 370-мм передніми дисками з супортами Brembo.
Cupra León 300 TSI надійшов у продаж на початку 2021 року та оснащений 2,0-літровим чотирициліндровим бензиновим двигуном з турбонаддувом, який видає 296 к.с. і 400 Нм крутного моменту; Час розгону до 100 км/год становить 5,7 секунд, а максимальна швидкість 155 миль/год. Доступний у двох версіях: варіант VZ2 початкового рівня має 19-дюймові легкосплавні диски, чорні гальмівні супорти, чотирикутну вихлопну систему та зовнішні деталі мідного кольору. Модель VZ3 отримала інший набір 19-дюймових легкосплавних дисків, бездротовий зарядний пристрій для телефону, підігрів шкіряних сидінь і підігрів керма.